# Eupithecia excita
Mesoptila excita là một loài bướm đêm trong họ Geometridae.